# Gnus
Gnus — расширение для Emacs, предназначенное для чтения почты и групп новостей.

## Возможности
Gnus позволяет единообразно работать с новостными группами и почтовыми ящиками, предоставляя почти одинаковые функции в обоих случаях. Другие особенности Gnus:
- поддержка протоколов NNTP, IMAP, POP3, SMTP
- поддержка PGP-шифрования и подписи (в качестве реализации OpenPGP по умолчанию используется GnuPG)
- в Gnus можно использовать разные настройки в разных новостных группах
- возможность выставлять сообщениям «оценки» на основе содержания, заголовка, автора и т. п.; на основе оценок Gnus сможет впоследствии выделять из потока сообщений самые интересные для пользователя
- разные «уровни» подписки на новостные группы для упрощения навигации и восприятия информации
- полная поддержка работы с вложениями (включая возможность преобразования приложенных документов «на лету» для просмотра в Emacs)
- глубокие возможности для сложной сортировки почты
- разные возможности для борьбы со спамом (в том числе в новостных группах) и интеграция с существующими антиспам-решениями: Bogofilter, SpamAssassin, Hashcash и др.
- Gnus может использоваться для чтения RSS-потоков
- разнообразное реформатирование плохо оформленных полученных сообщений
- поддержка скачивания сообщений для последующей работы без подключения к сети
- при помощи Gnus можно искать сообщения в Usenet через поисковые системы (например, Google), не прибегая к браузеру
- использование расширения Emacs BBDB в качестве адресной книги
- поддержка заголовков X-Face и Face; можно также использовать графические смайлики вместо текстовых и заменять спецкомбинации символов в сообщениях на звуковые фрагменты

Gnus можно использовать даже в роли простого файлового менеджера, что может быть полезно, если нужно сохранять и наглядно видеть информацию о просмотренных в каталоге файлах.
Как и Emacs, Gnus отличается очень большими возможностями по настройке и дальнейшему расширению.